# José Juncadella

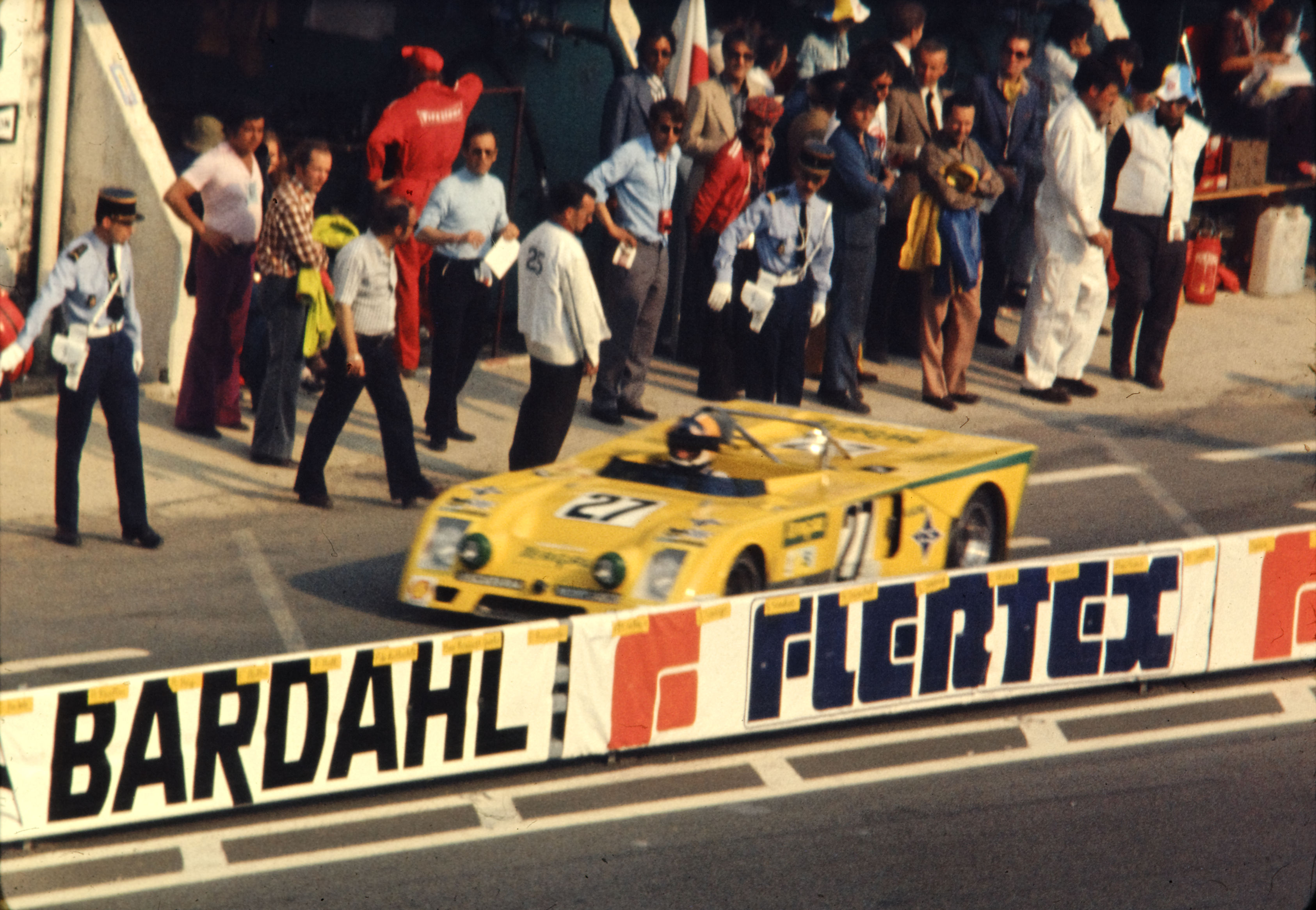
Der Chevron B23 von Jorge de Bagration und José Juncadella in der Boxengasse beim 24-Stunden-Rennen von Le Mans 1973

José Maria Juncadella Salisachs (* 15. Januar 1947 in Barcelona) ist ein ehemaliger spanischer Autorennfahrer und Unternehmer.

## Familie
José Juncadella ist Mitglied einer sehr vermögenden katalanischen Familie. Er ist eines von fünf Kindern des Textilindustriellen José Maria Juncadella und der bekannten spanischen Schriftstellerin Mercedes Salisachs. Er gründete 1968 die Rennmannschaft Escuderia Montjuich und war viele Jahrzehnte in führender Funktion im Familienimperium tätig. Sein Bruder Javier war ebenfalls Rennfahrer, sein Schwager Àlex Soler-Roig schaffte es sogar bis in die Formel 1, Neffe Daniel bis in die DTM. Juan Antonio Samaranch, langjähriger Präsident des Internationalen Olympischen Komitees, war sein Cousin.

## Karriere im Motorsport
Juncadella bestritt schon in den 1960er-Jahren sporadisch Autorennen. Diese Einsätze beschränkten sich jedoch auf nationale spanische GT-Rennen. Dynamik bekam die Karriere mit der Gründung des eigenen Rennteams. 1969 blieben die Aktivitäten größtenteils auf die spanische Sportwagenszene beschränkt. Auf einem Ford GT40 gewann er ein Rennen auf dem Circuito del Jarama, feierte weitere Podestplätze in der spanischen Sportwagen-Meisterschaft und wurde gemeinsam mit Gordon Spice Dritter beim 6-Stunden-Rennen von Jarama (Sieger Jochen Rindt und Àlex Soler-Roig auf einem Porsche 908/02).
1970 folgte der Um- und Aufstieg in die Internationalität. Juncadella erwarb zwei neue Rennwagen, einen Porsche 908/02 und einen Ferrari 512S. Teamkollege war sein Landsmann Juan Fernández. Er feierte sein Debüt beim 24-Stunden-Rennen von Le Mans und wurde Gesamtzweiter bei der Coupe du Salon (Sieger Gérard Larrousse) und beim 1000-km-Rennen von Paris (Partner Jean-Pierre Jabouille; Sieger Jack Brabham und François Cevert im Matra MS660). Beide Rennen fanden auf dem Autodrome de Linas-Montlhéry statt.
1971 ging er bei einigen Rennen der Sportwagen-Weltmeisterschaft ins Rennen; wurde Zweiter bei der Tour de France für Automobile und Dritter beim 1000-km-Rennen von Barcelona. Höhepunkt des Jahres war der Auftritt beim 24-Stunden-Rennen von Le Mans, wo er mit Partner Nino Vaccarella im Ferrari 512M bis zum Ausfall durch Getriebeschaden in Führung lag.
1972 und 1973 fuhr er mit einem Chevron B21 bzw. einem B23 in der 2-Liter-Sportwagenklasse und trat nach dem 1000-km-Rennen von Spa-Francorchamps 1974 vom aktiven Rennsport zurück, um sich ausschließlich seiner unternehmerischen Tätigkeit zu widmen.

## Statistik

### Le-Mans-Ergebnisse
| Jahr | Team                       | Fahrzeug          | Teamkollege         | Platzierung | Ausfallgrund         |
| ---- | -------------------------- | ----------------- | ------------------- | ----------- | -------------------- |
| 1970 | Escuderia Montjuich        | Ferrari 512S      | Juan Fernández      | Ausfall     | Unfall               |
| 1971 | Escuderia Montjuich        | Ferrari 512M      | Nino Vaccarella     | Ausfall     | Getriebeschaden      |
| 1972 | Escuderia Montjuich        | De Tomaso Pantera | Fernando de Baviera | Ausfall     | Zylinderkopfdichtung |
| 1973 | Escuderia Montjuich Tergal | Chevron B23       | Jorge de Bagration  | Ausfall     | Getriebeschaden      |